# Орден Трудової Слави
О́рден Трудово́ї Сла́ви — радянська державна нагорода. Заснований 18 січня 1974 року Указом Президії Верховної Ради СРСР. У статут ордена були внесені зміни Указами Президії Верховної Ради СРСР від 19 лютого 1981 року і 25 червня 1984 року.

## Статут ордена
Орденом нагороджуються робітники і майстри промисловості, транспорту, будівництва і інших галузей матеріального виробництва, колгоспники і працівники сільського господарства, а також працівники невиробничої сфери за самовіддану і високопродуктивну довголітню працю на одному підприємстві, в установі, організації, колгоспі або радгоспі. Також нагороджуються вчителі (викладачі), вихователі, майстри виробничого навчання за успіхи у навчанні та вихованні дітей і підлітків, підготовці їх до життя і праці і довголітню роботу в одній навчально-виховній установі.
Орден Трудової Слави має три ступеня.
Вищим ступенем ордена є перший ступінь. Нагородження проводиться послідовно: спочатку третім, потім другим і, нарешті, першим ступенем.
Нагородження орденом Трудової Слави здійснюється:
- за високі виробничі показники, систематичне перевиконання норм вироблення і планів;
- за досягнення високої продуктивності праці, виготовлення продукції високої якості, економію матеріалів і скорочення трудових витрат;
- за новаторство в праці, цінні винаходи і раціоналізаторські пропозиції, активна участь в освоєнні і використанні нової техніки і прогресивної технології;
- за досягнення високої врожайності сільськогосподарських культур і продуктивності тваринництва;
- за великий трудовий вклад в скорочення термінів і поліпшення якості будівництва виробничих потужностей, культурно-побутових об'єктів, житлових будинків і своєчасне введення їх в експлуатацію;
- за великі успіхи у вченні і вихованні молодих робітників, колгоспників;
- за успіхи у вченні і вихованні дітей і підлітків, підготовці їх до життя і праці.

Нагородження за перераховані трудові заслуги виконується за умови довголітньої роботи на одному підприємстві, в установі, організації, колгоспі або радгоспі, в одній навчально-виховній установі.
Нагороджені орденом Трудової Слави усіх трьох ступенів мають право:
- на збільшення пенсії на 15 відсотків;
- на забезпечення житловою площею по встановлених нормах в першу чергу;
- особистого безкоштовного проїзду один раз на рік (туди і назад) залізничним транспортом — в м'яких вагонах швидких і пасажирських поїздів, водним транспортом — в каютах 1-го класу (місця 1-ї категорії) швидких і пасажирських ліній, повітрям або міжміським автомобільним транспортом;
- особистого безкоштовного користування всіма видами міського пасажирського транспорту, в сільській місцевості — автомобільним транспортом республіканського підпорядкування в межах району (за винятком таксі);
- на здобуття безкоштовної путівки в санаторій або будинок відпочинку (один раз на рік по висновку лікувальної установи). Видача безкоштовних путівок робітникам, майстрам виробництва, колгоспникам, вчителям (викладачам), вихователям, непрацюючим пенсіонерам — органами, що призначили пенсії;
- на позачергове обслуговування видовищними і комунально-побутовими підприємствами, культурно-освітними установами.

Орден Трудової Слави носиться на лівій стороні грудей після ордена Слави і розташовується в порядку старшинства ступенів.

## Опис ордена
Орденом Трудової Слави I ступеня має форму злегка опуклого позолоченого багатокутника. Багатокутник обрамував у верхній частині п'ятьма пучками золотистих променів, що розходяться, а в нижній — вінком з трьох лав колосів пшениці. Колоси перевиті червоною емалевою стрічкою з написом «СССР». Колоси пшениці, напис «СССР» і контури стрічки позолочені.
У центральній частині ордена на тлі променів, що розходяться, покритих червоною емаллю, розташовані рельєфне оксидоване зображення доменної печі і гідроелектростанції, що будується, і накладні позолочені серп і молот.
Центральна частина ордена облямована зображенням шестерні з позолоченим написом по колу «ТРУДОВАЯ СЛАВА». Зображення шестерні оксидоване. У верхній частині ордена знаходиться п'ятикутна червона емалева зірочка з позолоченим контуром. Орден Трудової Слави II ступеня відрізняється від I ступеня тим, що верхня частина багатокутника з п'ятьма пучками променів, що розходяться, має сріблястий колір, а центральна частина ордена покрита світло-синьою емаллю.
У ордена Трудової Слави III ступеня позолочено лише два нижні ряди колосів пшениці, контури стрічки, написи «СССР» і «ТРУДОВАЯ СЛАВА». Вся остання поверхня ордена і накладні серп і молот оксидовані. Емаль в центральній частині ордена відсутня.
Висота ордена 43 мм (47 мм включаючи вушко у верхній частині), ширина — 41 мм. Орден Трудової Слави I, II і III ступеня виготовляється з срібла. Срібного вмісту в ордені будь-якого ступеня — 33,264±1,389 г (на 18 вересня 1975 року). Загальна вага ордена I і II ступеня — 36,16±1,7 г. Загальна вага ордена III ступеня 36,03±1,7 г.
Орден за допомогою вушка і кільця сполучений з п'ятикутною колодкою, покритою шовковою муаровою стрічкою шириною 24 мм з однією подовжньою смугою темно-сірого і однією смугою жовтого кольорів. Ширіна темно-сірої смуги 11 мм, жовтою — 12 мм. Посередині жовтої смуги знаходяться червоні подовжні смужки: для першого ступеня — одна, шириною 5 мм, для другої — дві, шириною по 2 мм кожна, і для третього ступеня — три, шириною по 1 мм кожна.

## Історія створення ордена
Орден Трудової Слави — єдиний з радянських трудових орденів, що мали розділення на ступені. За статусом і порядком нагородження, а також за пільгами, що надаються кавалерам усіх трьох ступенів, орден Трудової Слави відповідає бойовому ордену Слави.
Автор малюнка ордена — художник Єгоров Ю. М. Роботу із створення ордена очолював секретар Президії Верховної Ради СРСР Георгадзе М. П.
Постановою Президії Верховної Ради СРСР від 19 лютого 1981 року нагородження було поширене на робітників і майстрів всіх галузей матеріального виробництва, а також на робітників невиробничої сфери. Указом Президії Верховної Ради СРСР від 25 червня 1984 року нагородження було поширене на вчителів, вихователів і майстрів виробничого навчання.

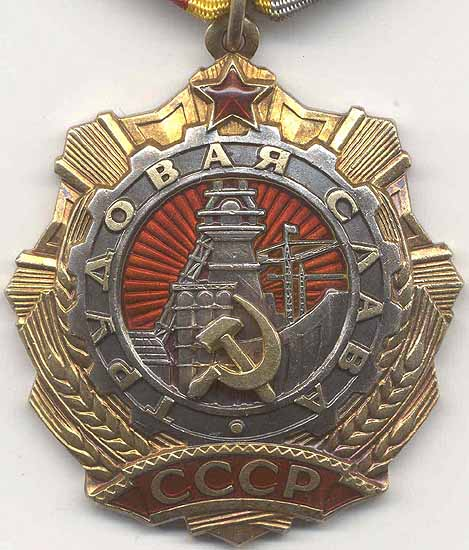
Аверс ордена Трудової Слави І ступеня

## Нагородження
Перші нагородження орденом Трудової Слави проведені Указом Президії Верховної Ради СРСР від 9 серпня 1974 року. За дострокове виконання завдань п'ятирічки і соціалістичних зобов'язань, група робітників заводу «Азовсталь», шахтарів Далекого Сходу і гірників Кузбасівської шахти «Ювілейна» були нагороджені орденом Трудової Слави III ступеня.
21 серпня 1974 року на Московському електромеханічному заводі імені Володимира Ілліча були вручені: орден Трудової Слави III ступеня № 1 — слюсареві-складальникові Кисину М. І. № 2 — слюсареві-складальникові Полякову В. І. і № 3 — слюсареві-складальникові Сошникову В. А. Ордени Трудової Слави III ступеня з подальшими номерами отримали прохідники шахти «Ювілейна» в Кузбасі Сергій Іванович Сизих (знак № 4), Микола Емельяновіч Зубків (знак № 5), Андрій Васильович Козлів (знак № 6), Андрій Володимирович Кондратьев (знак № 7), Віктор Андрійович Родін (знак № 8), Петро Іванович Сабрецкий (знак № 9) і Микола Ксенофонтовіч Семенюк (знак № 10).
Перші нагородження орденом Трудової Слави II ступеня проведені Указами Президії Верховної Ради СРСР від 23 грудня 1976 року. Цими Указами була нагороджена велика група трудівників сільського господарства. Орден Трудової Слави II ступеня № 1 був вручений механізаторові радгоспу «Новоміхайловський» Кущевського району Краснодарського краю Н. І. Кузьменко.
Першими повними кавалерами ордена Трудової Слави, відповідно до Указу Президії Верховної Ради СРСР від 7 січня 1983 року, у зв'язку з 60-літтям утворення СРСР (30 грудня 1982 року), стали відразу 35 героїв праці. Знак I ступеня з № 1 отримав бурильник Санчагальського управління бурових робіт виробничого об'єднання Каспбурнефтегазпром Азербайджанської РСР Векил Гаджага огли Аббасов. Знак I ступеня № 2 отримав тракторист колгоспу ім. Тукая Апастовського району Татарської АРСР В. І. Аверьянов. Знак № 3 отримав машиніст виробничої котельної Усть-Каменогорського свинцево-цинкового комбінату ім. В. І. Леніна Східноказахстанської області Кайирбек Айжігитов. Знак № 4 ордени I ступеня отримав комбайнер колгоспу «Октябрь» Ілішевського району Башкирської АРСР Рагиб Марвартдіновіч Бабертдінов. Знаком № 5 був відмічений сталевар Магнітогорського металургійного комбінату ім. В. І. Леніна Микола Пилипович Батраєв.
Одне з останніх нагороджень орденом першого ступеня відбулося по Указу Президента СРСР від 18 грудня 1991 року. Згідно з цим Указом орденом була відмічена доярка племінного радгоспу «Каменський» Каськеленського району Алма-Атинської області Кузьменко Валентина Олександрівна.
Останні нагородження орденом Трудової Слави I ступеня в історії СРСР сталися згідно з Указами Президента СРСР від 21 грудня 1991 року. Указом № УП-3115 (про нагородження працівників залізничного транспорту) нагороджувалася старший дорожній майстер Брянської дистанції дороги Стененкова Валентина Олександрівна. Указом № УП-3121 (про нагородження працівників Московського метрополітену) нагороджувалися бригадир електрослесарей-монтажників СМУ № 4 Мосметростроя Вішняков І. С. і бригадир слюсарів управління спеціальних робіт Мосметростроя Коровкин Ю. В.
Останні в історії СРСР нагородження орденами Трудової Слави III і II ступеня сталися того ж дня, згідно з Указом Президента СРСР № УП-3144 від 21 грудня 1991 року «Про нагородження орденами і медалями СРСР працівників Магнітогорського промислово-торговельного взуттєвого підприємства Російської державної асоціації легкої промисловості». За досягнення високих виробничих показників в збільшенні випуску товарів народного вжитку орденом другої ступеня були відмічені вирубщица деталей Махмутова Зульфія Сагадтовна і фрезеровщица взуттю Шакирова Мушарафа Хасановна. Орден третьої ступеня отримав вирубник деталей Долгушев Володимир Михайлович.
Всього, на 1 січня 1995 року, було проведено 952 нагородження орденом Трудової Слави I ступеня, близько 50 000 нагороджень орденом II ступеня і більше 650 000 нагороджень орденом III ступеня.